# توگ تی۱۰ایکس
توگ تی۱۰ایکس یک اس‌یووی کاملاً برقی و لوکس است که توسط شرکت خودروسازی ترکیه‌ای توگ (Türkiye'nin Otomobili Girişim Grubu؛ گروه سرمایه‌گذاری مشترک خودروهای ترکیه) تولید می‌شود. توگ تولید تی۱۰ایکس را از اکتبر ۲۰۲۲ آغاز کرد. تی۱۰ایکس اولین مدل از پنج خودروی الکتریکی است که قرار است تا سال ۲۰۳۰ توسط شرکت توگ تولید شوند. پیش‌فروش این خودرو در مارس ۲۰۲۳ و با موعد تحویل ژوئیه ۲۰۲۳ آغاز شد.

## تاریخچه
صنعت خودروسازی ترکیه قبل از تی۱۰ایکس نیز خودروی ملی تولید کرده‌است. اولین خودروی ملی ترکیه Devrim نام داشت و همچنین شرکت آنادول نیز برای مدت‌ها اقدام به طراحی و تولید خودرو می‌کرد.
توگ (Togg) با نامی که سرواژه Türkiye'nin Otomobili Girişim Grubu (گروه سرمایه‌گذاری مشترک خودرو ترکیه) است به عنوان یک سرمایه‌گذاری مشترک توسط ۵ شرکت ترکیه‌ای در سال ۲۰۱۸ تأسیس شد.

### رونمایی
تی۱۰ایکس توسط خودروساز ترکیه‌ای توگ در ۲۷ دسامبر ۲۰۱۹ در طی یک رویداد عمومی در Bilişim Vadisi (سیلیکون ولی ترکیه) در استان قوجاایلی و در کنار نمونه اولیه یک سدان کامپکت با نام سی-سدان رونمایی شد. تولید تی۱۰ایکس در ۲۹ اکتبر ۲۰۲۲ آغاز شد، در روز افتتاح کارخانه گملیک، اولین خودروی تولیدی توگ، تی۱۰ایکس با رنگ قرمز آنادولو از خط تولید خارج شد. فروش تی۱۰ایکس در مارس ۲۰۲۳ در ترکیه آغاز شد. این خودرو تا پایان سال ۲۰۲۴ در بازار اروپا عرضه خواهد شد.
توگ تی۱۰ایکس رقیب مستقیم سایر اس‌یووی‌های کامپکت ممتاز مانند آئودی کیو۴ ئی-ترون، مرسدس-بنز ئی‌کیوبی، ولوو ایکس‌سی۴۰ رنچر و ب‌ام‌و آی‌ایکس۳ است.

## نام‌گذاری
تی۱۰ایکس دارای نامی است که مطابق با یک «کد» در Togg است:
- "تی" به ترکیه، کشوری که اصلیت این خودرو و شرکت سازنده آن به آن بازمی‌گردد اشاره دارد.
- عدد "۱۰" به سگمنت کامپکت (سی) اشاره دارد.
- "ایکس" نیز به شکل بدنه SUV اشاره دارد.

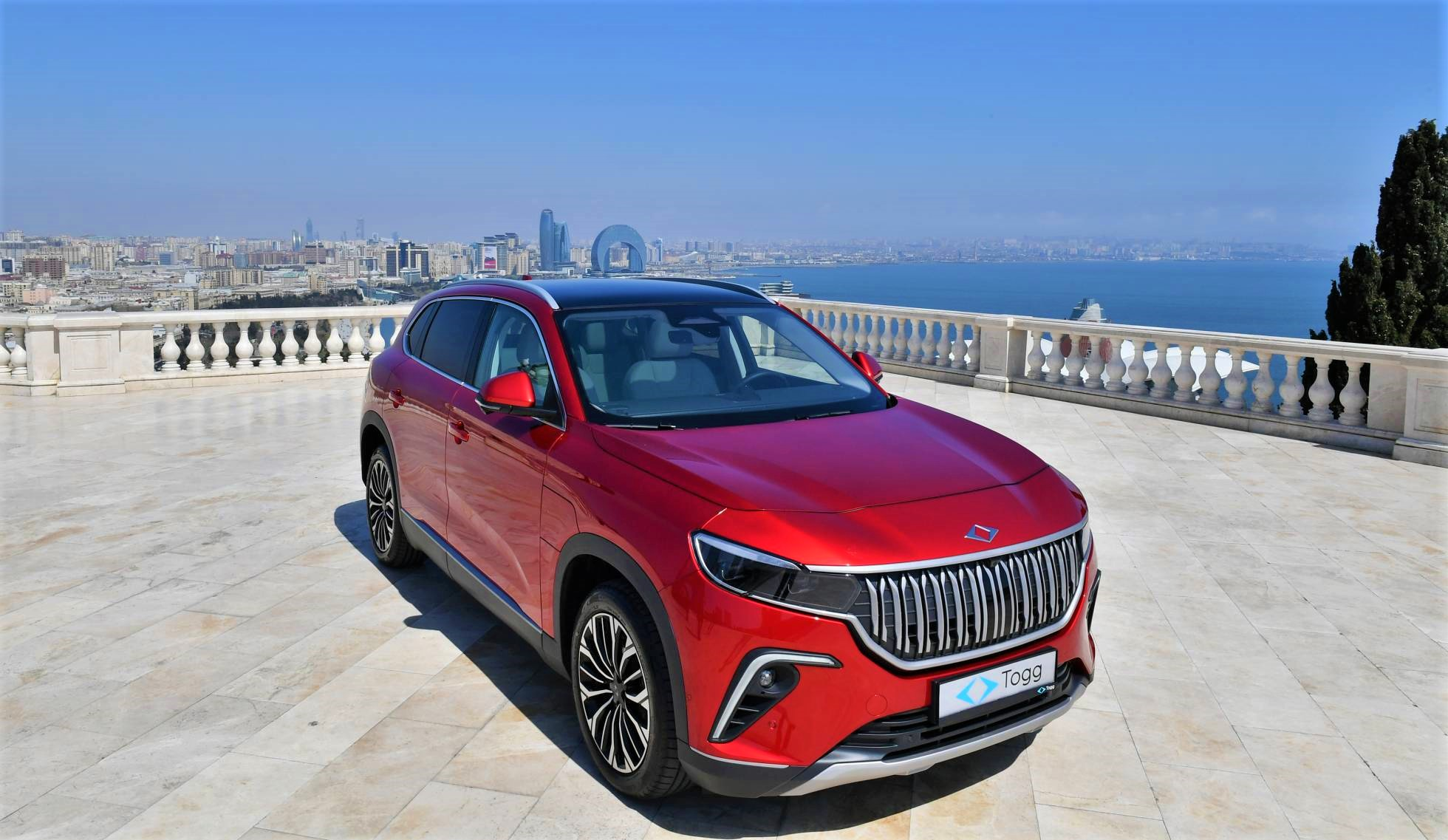
توگ تی۱۰ایکس تحویل داده شده به رئیس جمهور کشور جمهوری آذربایجان، الهام علیف در باکو

## بررسی
این خودرو توسط شرکت ایتالیایی پینینفارینا, با مشارکت طراح ترک مراد گوناک و بر اساس خواسته‌های توگ طراحی شده‌است. از این خودرو دو نوع «غربی» و «شرقی» وجود دارد.

### پلت‌فرم
پلت‌فرم هر پنج خودروی تولید شده توسط توگ مشترک خواهد بود. این خودروها عبارتند از یک اس‌یووی کامپکت، یک سدان کامپکت، یک هاچ‌بک کامپکت، یک اس‌یووی کامپکت کوچک و یک ام‌پی‌وی کامپکت.

### پیشرانه‌ها
تی۱۰ایکس در دو مدل پیشرانه ارائه می‌شود، یک مدل دارای یک موتور الکتریکی در محور عقب و با دیفرانسیل عقب (RWD) و مدل دیگر دارای موتورهای الکتریکی دوگانه در محورهای جلو و عقب و با سیستم چهارچرخ محرک (AWD) از موتور الکتریکی با قدرت ۱۶۰ کیلو وات (۲۱۵ اسب بخار) و ۳۵۰ نیوتن متر گشتاور بهره می‌برد، شتاب ۰ تا ۱۰۰ کیلومتر بر ساعت این خودرو با این موتور ۷٫۶ ثانیه است. پیکربندی چهار چرخ متحرک (AWD) با دو موتور الکتریکی قدرت ۳۲۰ کیلو وات (۴۳۰ اسب بخار) و گشتاور ۷۰۰ نیوتن متر را ارائه می‌دهد که امکان شتاب‌گیری ۰ تا ۱۰۰ کیلومتر در ساعت در مدت ۴٫۸ ثانیه را فراهم می‌کند.

#### باتری‌ها
توگ دو گزینه باتری برای تی۱۰ایکس ارائه می‌کند که مربوط به انتخاب بین یک باتری لیتیوم یونی با ظرفیت ۵۲٫۴ کیلووات ساعت با برد ۳۱۴ کیلومتر و مصرف ۱۶٫۷ کیلووات ساعت در ۱۰۰ کیلومتر یا یک باتری لیتیوم یونی بزرگتر با ظرفیت ۸۸٫۵ کیلووات ساعت که برد ۵۲۳ کیلومتر و مصرف ۱۶٫۹ کیلووات ساعت / ۱۰۰ کیلومتر را ارائه می‌دهد. تی۱۰ایکس ظرفیت شارژ تا ۱۸۰ کیلووات با یک شارژر DC را دارد که این موضوع به باتری اجازه می‌دهد تا در عرض ۲۸ دقیقه از ۲۰٪ به ۸۰٪ برسد. شارژ با سوکت برق استاندارد ترکیه (که ۲۳۰ ولت است) یک نصف‌روز طول می‌کشد. فاراسیس انرژی مدعی شده که باتری‌های این خودرو ۱ میلیون کیلومتر دوام خواهند داشت.

### ارتباطات
به گفته زورلو، خودروها دائماً از طریق 5G به اینترنت متصل خواهند بود.

### ایمنی
این خودرو مطابق با استانداردهای سیستم برنامه ارزیابی خودروهای جدید اروپا است که تا سال ۲۰۲۲ قابل اجرا است قابلیت دریافت ۵ ستاره ایمنی را دارد. سرعت خودروهای فروخته شده در بازار محلی روی ۱۸۰ کیلومتر بر ساعت محدود شده‌است.

## تولید و فروش
این خودرو توسط یک کارخانه واقع در گملیک با حداکثر ظرفیت سالانه ۱۷۵ هزار دستگاه در حال مونتاژ است. تولید خودروهای تولید انبوه قرار است در سه‌ماهه پایانی سال ۲۰۲۲ آغاز شوند. هدف شرکت تولید یک میلیون خودرو تا سال ۲۰۳۰ است. در ۱۸ ژوئیه ۲۰۲۰، ۱۰۰ هکتار (۲۵۰ جریب فرنگی) زمین برای ساخت کارخانه خریداری و تخریب شد. در آن زمان برآورد شد که ساخت و ساز کارخانه چیزی حدود ۱۸ ماه به طول می‌انجامد. همچنین برآورد شد که پس از تکمیل کارخانه، بیش از ۴۳۰۰ نیروی کار مستقیماً در کارخانه مشغول به کار خواهند شد و حدود سه چهارم منابع از داخل کشور خواهد بود.
فروش تی۱۰ایکس در مارس ۲۰۲۳ در ترکیه آغاز شد و قرار است تا پایان سال ۲۰۲۴ در بازار اروپا عرضه شود. دولت ترکیه تضمین کرده‌است که تا سال ۲۰۳۵ سالی ۳۰ هزار دستگاه خودرو از این مدل خریداری خواهد کرد.